# 富小路隆直

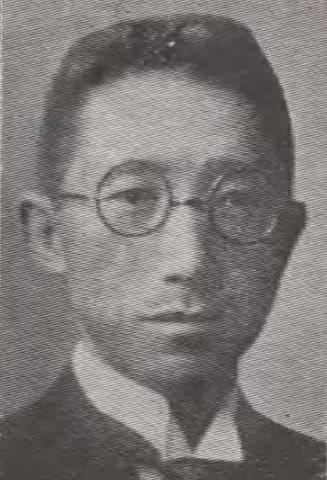
富小路隆直

富小路 隆直（とみのこうじ たかなお、1885年（明治18年）6月13日 - 1957年（昭和32年）2月21日）は、大正から昭和期の政治家、華族。貴族院子爵議員。旧名・凖一郎。

## 経歴
華族・富小路治直の息子として生まれる。祖父、子爵・富小路敬直の死後にその養子となり、1892年（明治25年）11月17日に子爵を襲爵。その後、隆直と改名した。
1917年（大正6年）7月、東京帝国大学法科大学政治学科を卒業。1919年（大正8年）朝日海陸運輸に入社。その後、名教中学校教員などを務めた。
1932年（昭和7年）7月10月、貴族院子爵議員に選出され、研究会に所属して活動し、1947年（昭和22年）5月2日の貴族院廃止まで二期在任した。その他、内閣委員、厚生省委員などを務めた。

## 親族
- 祖父：富小路敬直（1842-1892）。元中務大輔（中務省の次官）で子爵。刑部大輔富小路永忠の子。[9]
- 祖母：富小路篤子（1841-1917）。願泉寺 (貝塚市)11代住職・卜半了締の次女(卜半家は卜半斎了珍に始まる一族)[9]
- 父：富小路治直
- 伯父：相楽綱直（1868年生）。男爵。富小路敬直の四男。奈良華族の男爵相楽富道（富小路敬直の二男）の養子となり男爵を継ぐ。多額納税者松平家晃の長女で梅溪通虎の妹・淳子を養女にし、婿養子に嵯峨公勝の四男・公愛。[10][9]
- 妻：富小路ふさよ（1890年生）。鳥羽林太二女[1]
- 長女：富小路禎子[1] (1926生）。歌人。
- 養子：富小路文光（1906年生）。子爵三室戸敬光二男、のち離縁。